# هيلغا زولنر
هيلغا زولنر (بالمجرية: Zöllner Helga)‏ هي متزلجة فنية مجرية، ولدت في 11 مايو 1941 في بودابست في المجر، وتوفيت في 10 سبتمبر 1983.